# Condamine (Ain)
Condamine egy település Franciaországban, Ain megyében. Lakosainak száma 477 fő (2022. január 1.). Condamine Chevillard, Maillat és Vieu-d’Izenave községekkel határos.

## Népesség
A település népességének változása:
| Lakosok száma | 182  | 194  | 248  | 362  | 417  | 415  | 411  | 450  | 467  | 477  |
|               | 1968 | 1982 | 1990 | 2006 | 2013 | 2015 | 2017 | 2019 | 2020 | 2022 |